# راندات (ایلینوی)
راندات (به انگلیسی: Rondout) یک منطقهٔ مسکونی در ایالات متحده آمریکا است که در ایلینوی واقع شده‌است.